# 무궁화 1호
무궁화 1호 위성(無窮花衛星一號衛星, KOREASAT 1)은 대한민국의 통신위성이다. 1995년 한국통신(현 KT)이 광복 50주년을 기념하기 위한 차원에서 진행된 위성 사업이다. 정지궤도 위성으로 동경 113도와 116도에 있었다. 이는 지도상에 인도네시아 보르네오섬 상공이다. 위성주관제소는 경기도 용인시 처인구에 있으며 부관제소는 대전광역시 대덕구에 있다. 민군 공동관제되는 5호의 군관제소는 대전광역시 유성구 자운대에 있다.
1995년 8월 5일에 미국 케이프커내버럴 공군 기지에서 발사했다. 이때 6번 연료통 점화 퓨즈가 고장나서 위성과 분리되지 못하는 사고가 나, 10년 예정이던 수명이 4년 4개월로 단축되었다. 이에 무궁화 2호와 무궁화 3호의 개발이 앞당겨졌다.

## 제원
- 중계기:
  - 통신용 중계기: Ku 밴드 12개, 대역폭 36Mhz, 출력 14W
  - 방송용 중계기: Ku 밴드 3개, 대역폭 27Mhz, 출력 120W